# Shumpei Naruse
Shumpei Naruse (成瀬 竣平 Naruse Shunpei?), född 17 januari 2001 i Aichi prefektur, är en japansk fotbollsspelare som spelar för Nagoya Grampus.

## Karriär
Naruse började sin karriär 2018 i Nagoya Grampus.